# Reggenza di Aceh Timur
La reggenza di Aceh Timur (o, in italiano, reggenza di Aceh Orientale) è una reggenza (in indonesiano: kabupaten) dell'Indonesia, situata nella provincia di Aceh.
Il capoluogo della reggenza è Idi Rayeuk.